# Carmen Fraga Estévez
Carmen Fraga Estévez (León, 19 ottobre 1948) è una politica spagnola.
È stata europarlamentare dal 1994 al 2014 e membro dell'Ufficio di presidenza del Partito Popolare Europeo dal 1997 al 2012.